# Jean Varloot
Jean Varloot (* 14. Oktober 1913; † 5. September 2001) war ein französischer Romanist und Literaturwissenschaftler.

## Leben und Werk
Varloot war Agrégé und Gymnasiallehrer am Lycée Charlemagne in Paris, dann Forscher, zuletzt Directeur de recherche am Centre national de la recherche scientifique (CNRS). Seine lebenslange Herausgebertätigkeit erstreckte sich vor allem auf Diderot und das 18. Jahrhundert. Varloot publizierte mit Herbert Dieckmann und Jacques Proust die maßgebende kritische Ausgabe der Werke Diderots, bekannt als DPV – steht für Dieckmann/Varloot/Proust – (Paris 1975 ff).

## Werke
- (Hrsg.) Montesquieu, Lettres persanes. Le temple de Gnide, Paris 1949
- (Hrsg.) Diderot, Textes choisis, Paris 1952–1962
- (Hrsg. mit Georges Roth) Diderot, Correspondance, 16 Bde., Paris 1955–1970
- (Hrsg.) Voltaire, L’Ingénu. Anecdotes sur Bélisaire, Paris 1955, 1975
- (Hrsg. mit anderen) Diderot, Œuvres complètes, 25 Bde., Paris 1975–2004
- (Hrsg. mit Bernard Bray und Jochen Schlobach) La Correspondance littéraire de Grimm et de Meister (1754–1813). Actes du colloque  de Sarrebruck 22–24 février 1974, Paris 1976
- (Hrsg. mit Paule Jansen) L’Année 1768 à travers la presse traitée par ordinateur, Paris 1981
- (Hrsg.) Buffon, Histoire naturelle. Textes choisis, Paris 1984, 1992
- (Hrsg.) Diderot, Lettres à Sophie Volland, Paris 1984, 1990
- (Hrsg.) Du baroque aux lumières. Pages à la mémoire de Jeanne Carriat, Mortemart 1986
- (Hrsg.) Rousseau, Discours sur les sciences et les arts. Lettre à d’Alembert sur les spectacles, Paris 1987
- (Hrsg.) Diderot, Sur le vif. Lettres, Paris 1994